# Jordy Verkiel
Jordy Verkiel (* 23. Dezember 1996 in Dordrecht) ist ein niederländischer Eishockeyspieler, der seit 2010 bei den Tilburg Trappers unter Vertrag steht und mit dem Klub seit 2015 in der deutschen Oberliga Nord spielt.

## Karriere

### Klubs
Jordy Verkiel begann seine Karriere im Nachwuchsbereich der Dordrecht Lions aus seiner Geburtsstadt. 2010 wechselte er zu den Tilburg Trappers, in deren zweiter Herren-Mannschaft er bereits als 14-Jähriger in der Eerste divisie, der zweithöchsten niederländischen Spielklasse auflief. In der Spielzeit 2012/13 wurde er erstmals in der Ehrendivision eingesetzt. 2014 und 2015 gewann er mit seinem Stammverein den niederländischen Eishockeypokal und auch die Meisterschaft. 2015 erhielt er mit Giovanni Vogelaar zudem die Bennie-Tijnagel-Trofee als bester niederländischer Nachwuchsspieler. Nach diesen Erfolgen wechselte er mit den Trappers in die deutsche Oberliga Nord und gewann 2016, 2017 und 2018 die Deutsche Oberligameisterschaft.

### International
Für die Niederlande nahm Verkiel an den Spielen der Division II der U18-Weltmeisterschaften 2013 und 2014 sowie der U20-Weltmeisterschaften 2013, 2014, 2015 und 2016, als er zum besten Spieler seiner Mannschaft gewählt wurde, teil. 
Mit der niederländischen Herren-Nationalmannschaft nahm er erstmals an der Weltmeisterschaft der Division II 2018 teil, als er beim für den Aufstieg in die Division I entscheidenden 9:2-Erfolg gegen den späteren Zweiten Australien den Treffer zum 6:0 erzielte. Bei der Weltmeisterschaft 2019 spielte er daraufhin in der Division I, konnte die Klasse aber nicht halten, so spielte er 2022, als er zum besten Abwehrspieler des Turniers gewählt wurde, wieder in der Division II, wo erneut der Aufstieg gelang. Bei der Weltmeisterschaft 2023 erreichten die Niederlande dann aufgrund eines 7:2-Erfolges gegen China erstmals seit 2014 wieder den Klassenerhalt in der Division I. Zudem nahm er an den Olympiaqualifikationen für die Winterspiele in Peking 2022 und in Mailand 2026 teil.

## Erfolge und Auszeichnungen
- 2013 Aufstieg in die Division II, Gruppe A, bei der U18-Weltmeisterschaft der Division II, Gruppe B
- 2014 Niederländischer Meister und Pokalsieger mit den Tilburg Trappers
- 2015 Niederländischer Meister und Pokalsieger mit den Tilburg Trappers
- 2015 Bennie-Tijnagel-Trofee als bester niederländischer Nachwuchsspieler
- 2016 Deutscher Oberligameister mit den Tilburg Trappers
- 2017 Deutscher Oberligameister mit den Tilburg Trappers
- 2018 Deutscher Oberligameister mit den Tilburg Trappers
- 2018 Aufstieg in die Division I, Gruppe B, bei der Weltmeisterschaft der Division II, Gruppe A
- 2022 Aufstieg in die Division I, Gruppe B, bei der Weltmeisterschaft der Division II, Gruppe A
- 2022 Bester Verteidiger bei der Weltmeisterschaft der Division II, Gruppe A